# Interdit d'interdire
Pour le slogan, voir Il est interdit d'interdire !.
Interdit d'interdire est une ancienne émission de débat télévisé diffusée sur RT France et présentée par Frédéric Taddeï. À l'image de l'ancienne émission Ce soir (ou jamais), elle est diffusée quatre fois par semaine du lundi au jeudi à 19 h. Elle alterne un débat politique (lundi et mercredi) et un débat culturel (mardi et jeudi) avec à chaque fois quatre invités.
Le titre de l'émission est inspiré d'une boutade de Jean Yanne, qui sera parfois considérée comme un slogan de mai 1968 même si elle ne figure sur aucune affiche ou photo d'époque : « Il est interdit d'interdire ! ». La musique du générique est conçue par Guillaume Perret.
L'émission voit son premier numéro diffusé le 27 septembre 2018 et s'arrête brutalement le 22 février 2022, Frédéric Taddeï ayant décidé de quitter la chaîne gouvernementale russe RT France à la suite de l'invasion militaire de l'Ukraine par la Russie.

## Liste des émissions

### Émission politique

#### Saison 1 (2018-2019)
| Rang | Sujets                                                                          | Invités                                                                                                   |
| ---- | ------------------------------------------------------------------------------- | --- |
| 1    | « L'économie européenne est-elle trop libérale ou pas assez ? »                 | Emmanuel Todd, Coralie Delaume, Nicolas Baverez, Ferghane Azihari                                         |
| 2    | « 10 ans après la crise financière, le système est-il plus sûr ? »              | Henri Sterdyniak, Agnès Bénassy-Quéré, Jean-Michel Naulot, Jean-Sébastien Beslay                          |
| 3    | « L'immigration nous apporte-t-elle enrichissement ou appauvrissement ? »       | Pierre Jacquemain, Djordje Kuzmanovic, Élisabeth Lévy, Laurent Pahpy                                      |
| 4    | « Un an après l'Affaire Weinstein, la situation a-t-elle changé ? »             | Ann-Laure Bourgeois, Julia Palombe, Régis de Castelnau, Raphaël Liogier                                   |
| 5    | « 60 ans après, que reste-t-il de la Ve République ? »                          | Henri Guaino, Yves Sintomer, Jacques de Saint-Victor, Dominique Rousseau                                  |
| 6    | « Face à l'urgence climatique, que faire ? »                                    | Kévin Haddock, Corinne Lepage, Geneviève Ferone-Creuzet, Nicolas Meyrieux                                 |
| 7    | « Montée des nationalismes et des droites extrêmes : retour aux années 30 ? »   | Thomas Guénolé, Annie Lacroix-Riz, François Bousquet, Pierre Birnbaum                                     |
| 8    | « A qui profite la collecte de nos données personnelles ? »                     | Thomas Fauré, Fabrice Epelboin, Isabelle Landreau, Christophe Henner                                      |
| 9    | « #PasDeVague : y a-t-il tant de violence dans les établissements scolaires ? » | Elizabeth Altschull, Omar Slaouti, Tatiana Ventôse, Mohand-Kamel Chabane                                  |
| 10   | « Face-à-face historique Bruxelles-Rome : jusqu'où cela peut-il aller ? »       | Jean-Marc Daniel, Philippe Waechter, Benjamin Masse-Stamberger, Olivier Delamarche                        |
| 11   | « La directive européenne sur le droit d'auteur va-t-elle changer Internet ? »  | Benjamin Bayart, Greg Tabibian, Jérôme Déchesne                                                           |
| 12   | « Tous censeurs ? »                                                             | Emmanuel Pierrat, Eva Doumbia, Denis Ramond, Clément Armato                                               |
| 13   | « Mid-terms aux USA : qu'est-ce que ça change pour Trump ? »                    | Georges Clément, Michel Raimbaud, Hadrien Desuin, Jean Luc Hees                                           |
| 14   | « Police : la peur va changer de camp ? »                                       | Sébastian Roché, Rocco Contento, Assa Traoré, Hélène L'Heuillet                                           |
| 15   | « Comment en finir avec la guerre au Yémen ? »                                  | Juan Branco, Clarence Rodriguez, Renaud Girard, Frédéric Encel                                            |
| 16   | « La méritocratie : enfer ou paradis ? »                                        | Ferghane Azihari, David Guilbaud, Chantal Jaquet, Yves Michaud                                            |
| 17   | « Les "gilets jaunes" sont-ils tout ce que l'on dit qu'ils sont ? »             | Gérard-François Dumont, Kévin Boucaud-Victoire, Béatrice Giblin, Jacques Krabal, Félix Boggio Ewanjé-Epée |
| 18   | « Brexit : à quel prix peut-on sortir de l'Europe ? »                           | François Asselineau, Fabien Chevalier, Olivier Delorme, Yves Gernigon                                     |
| 19   | « Loi anti fake news : le débat »                                               | Jérémie Assous, Christophe Deloire, François-Bernard Huyghe, David Lacombled, Cédric Mathiot              |
| 20   | « Football Leaks : quel type de révélations ? »                                 | Carlo Alberto Brusa, Jean-Baptiste Guégan, Mouss, Arnaud Ramsay                                           |
| 21   | « L'appel de 80 intellectuels contre le "décolonialisme" »                      | Ludivine Bantigny, Noémie Halioua, Jean-François Kahn, Seloua Luste Boulbina                              |
| 22   | « Gilets jaunes : suite ou fin ? »                                              | Manuel Cervera-Marzal, Étienne Chouard, Alexandre Devecchio, Nelly Garnier                                |
| 23   | « Face aux Gilets jaunes, Macron opère-t-il un virage dans sa politique ? »     | David Desgouilles, Christophe Di Pompeo, Nicolas Framont, Mathieu Kassovitz                               |
| 24   | « Gilets jaunes : où en sommes-nous ? »                                         | Daniel Schneidermann, Emmanuel Todd                                                                       |
| 25   | « Mangera-t-on encore longtemps de la dinde à Noël ? »                          | Sébastien Arsac, Aymeric Caron, Hervé Le Bars, Pierre-Étienne Rault                                       |
| 26   | « Le référendum d'initiative citoyenne en débat »                               | Étienne Chouard, Bertrand Mathieu                                                                         |
| 27   | « Où s'arrêtera la guerre commerciale lancée par Donald Trump ? »               | Yves Nouvel, Caroline Galactéros, Sylvie Matelly, Jean-Eric Branaa                                        |
| 28   | « Comment la guerre en Syrie va-t-elle se terminer ? »                          | Rony Brauman, Éric Denécé, Frédéric Pichon                                                                |
| 29   | « Twitter rend-il fou ? »                                                       | Joachim Son-Forget, Odile Ambry, Fabrice Epelboin, Thomas Guénolé                                         |
| 30   | « Faut-il rétablir l'ISF ? »                                                    | François Boulo, Jean-Marc Daniel, Guillaume Duval, Virginie Pradel                                        |
| 31   | « La France est-elle si endettée que cela ? »                                   | Cédric Durand, Nathalie Janson, Charles Gave, Nicolas Sersiron                                            |
| 32   | « Le traité d'Aix-la-Chapelle : le débat »                                      | Coralie Delaume, Bernard de Montferrand, Florian Philippot, Hans Stark                                    |
| 33   | « La crise vénézuélienne : le débat »                                           | Gabriel Giménez-Roche, Renaud Girard, Maurice Lemoine, Romain Migus                                       |
| 34   | « Faut-il lever l'anonymat sur Internet ? »                                     | Thomas Fauré, Anne-Charlotte Gros, Tristan Nitot, Noémie Saidi-Cottier, Grégory Tabibian                  |
| 35   | « "Dérive autoritaire" du gouvernement ou pas ? »                               | Guillaume Bigot, Juan Branco, Stéphane Rozès, Yves Lefebvre                                               |
| 36   | « Pour ou contre les privatisations ? »                                         | Jean-Baptiste Barfety, Aurélien Véron, Jean-Michel Quatrepoint, Jean-Louis Baroux                         |
| 37   | « Féminisme : Ligue du LOL et autres scandales »                                | Bérénice Levet, Peggy Sastre, Françoise Vergès, Laure Salmona                                             |
| 38   | « Réforme de l'Ecole de Jean-Michel Blanquer : le débat »                       | Marion Messina, Nicolas Laurent, Pierre de Panafieu, Samuel Piquet                                        |
| 39   | « L'antisionisme est-il un antisémitisme comme un autre ? »                     | Rony Brauman, Aurélien Enthoven, Georges-Elia Sarfati, Martine Gozlan, Michèle Sibony                     |
| 40   | « Les 100 jours des Gilets jaunes : quel bilan ? »                              | François Boulo, Laëtitia Dewalle, Maxime Nicolle, Hayk Shahinyan                                          |
| 41   | « De qui (et de quoi) peut-on encore rire ? »                                   | Ganesh2, Sony Chan, Océan, Patrick Charaudeau, Gaétan Matis                                               |
| 42   | « Une révolution est-elle souhaitable en Algérie ? »                            | Malika Rahal, Omar Benderra, Majed Nehmé, Richard Labévière                                               |
| 43   | « Retour des djihadistes, de leurs femmes et de leurs enfants : le débat »      | Pierre Conesa, Myriam Benraad, Farhad Khosrokhavar, Thierry Roy                                           |
| 44   | « Qui menace vraiment la laïcité ? »                                            | Nadiya Lazzouni, Philippe Gaudin, Majid Oukacha, Valentine Zuber                                          |
| 45   | « La police fait-elle un usage excessif de la force ? »                         | Jérôme Rodrigues, Sebastian Roché, Bruno Pomart, Xavier Raufer                                            |
| 46   | « Que reste-t-il de la Françafrique ? »                                         | Pascal Airault, Louis Magloire Keumayou, Laurent Larcher, Ludovic Emanuely                                |
| 47   | « François Bégaudeau face à la critique »                                       | François Bégaudeau, Jean-Marc Proust                                                                      |
| 48   | « Réforme des retraites : le débat »                                            | Pierre Erbs, Bruno Chrétien, Liêm Hoang-Ngoc, Guillaume Duval                                             |
| 49   | « Réforme de la santé : le débat »                                              | Sabrina Ali Benali, Frédéric Bizard, Guy Vallancien, Cathy Le Gac                                         |
| 50   | « Les migrants, le pape, l'UE : l'éternel débat »                               | Claudy Siar, Gérard-François Dumont, Alexandre del Valle, Karine Parrot                                   |
| 51   | « Vivons-nous sous le règne du "politiquement correct" ? »                      | Mathieu Bock-Côté, Gabriel Robin, Raphaël Liogier, Louisa Yousfi                                          |
| 52   | « Laurent Alexandre - Etienne Klein : le progrès en débat »                     | Laurent Alexandre, Étienne Klein                                                                          |
| 53   | « Vers un 5e mandat de Benjamin Netanyahou : faut-il s'en réjouir ? »           | Shlomo Sand, Richard Abitbol                                                                              |
| 54   | « Les sondages nuisent-ils à la démocratie ? »                                  | Mathias Reymond, Ludovic Torbey, Marie Gariazzo, Bruno Jeanbart                                           |
| 55   | « Existe-t-il en France un "racisme d'Etat" ? »                                 | Judith Bernard, Jean Messiha, Hadrien Mathoux, Norman Ajari                                               |
| 56   | « Catholicisme : vers sa disparition ou sa résurrection ? »                     | Véronique Margron, Yann Raison du Cleuziou, Guillaume Cuchet, Paul Piccarreta                             |
| 57   | « Notre-Dame: reconstruire à l'identique ou pas ? »                             | Didier Rykner, Philippe Prost, Olivier de Rohan-Chabot, Pierre Roussel                                    |
| 58   | « Le vote obligatoire, le vote blanc et l'abstention en débat »                 | Philippe Pascot, Nicolas Framont, Antoine Buéno, Louis-Georges Tin                                        |
| 59   | « Bernard Friot - Gaspard Koenig : Le travail et sa rémunération en débat »     | Bernard Friot, Gaspard Koenig                                                                             |
| 60   | « Le clivage droite/gauche est-il encore opérationnel ? »                       | Pierre Jacquemain, Lenny Benbara, Alain de Benoist, Stéphane Rozès                                        |
| 61   | « Faut-il interdire le glyphosate ? »                                           | Hervé Le Bars, Gil Rivière-Wekstein, Joël Labbé, François Veillerette                                     |
| 62   | « Vers une guerre Etats-Unis/Iran ? »                                           | Pascal Boniface, Antoine Basbous, Amélie M. Chelly, Yves Roucaute                                         |
| 63   | « 20 ans de l'euro : quel bilan ? »                                             | Nathalie Janson, Jacques Généreux, David Cayla, Franck Dedieu                                             |
| 64   | « Faut-il légaliser l'euthanasie ? »                                            | Corinne Van Oost, Damien Le Guay, Jonathan Denis, Frédéric Guirimand                                      |
| 65   | « Êtes-vous spéciste ou antispéciste ? »                                        | Thomas Lepeltier, Hélène Thouy, Paul Ariès, Jean-François Braunstein                                      |
| 66   | « Bihouix vs Ramaux : pour éviter l'effondrement, que faire ? »                 | Philippe Bihouix, Christophe Ramaux                                                                       |
| 67   | « Michel Onfray et Juan Branco - Le pouvoir en question »                       | Michel Onfray, Juan Branco                                                                                |
| 68   | « Aurélien Barrau et Alain Damasio - La fin du monde est-elle pour demain ? »   | Aurélien Barrau, Alain Damasio                                                                            |
| 69   | « Quel avenir pour la droite ? »                                                | Élisabeth Lévy, Ferghane Azihari, Aurélie Gros, Erik Tegnér                                               |
| 70   | « Quel avenir pour la gauche ? »                                                | Aude Lancelin, Arnaud Lelache, Kévin Boucaud-Victoire, Lucile Schmid                                      |
| 71   | « Houria Bouteldja et Alexandre Devecchio - Le mouvement décolonial en débat »  | Houria Bouteldja, Alexandre Devecchio                                                                     |
| 72   | « Caroline Galactéros et Frédéric Encel - 70e anniversaire de l'OTAN »          | Caroline Galactéros, Frédéric Encel                                                                       |
| 73   | « Chantal Mouffe et Alain de Benoist - Le populisme en question »               | Chantal Mouffe, Alain de Benoist                                                                          |
| 74   | « Olivier Berruyer et Jean-Michel Aphatie - Information ou propagande ? »       | Olivier Berruyer, Jean-Michel Aphatie                                                                     |
| 75   | « Pourquoi la France compte-t-elle autant de chômeurs ? »                       | François Boulo, Aurélien Véron, Olivier Babeau, Jacques Sapir                                             |
| 76   | « Le Service national universel en débat »                                      | Djordje Kuzmanovic, Guillaume Bigot, Laurent Henninger, Simon Assoun                                      |
| 77   | « Le paradis des riches et l'enfer des pauvres ? »                              | Monique Pinçon-Charlot, Ferghane Azihari                                                                  |
| 78   | « "Le droit d'être islamophobe" en débat »                                      | Henri Peña-Ruiz, Majid Oukacha, Alain Gresh, Houria Bouteldja                                             |
| 79   | « Greta Thunberg : pourquoi tant de haine ? »                                   | Esther Benbassa, Julien Wosnitza, Laurent Alexandre, Régis de Castelnau                                   |
| 80   | « Après Trump, Hong Kong : La Chine attaquée sur deux fronts ? »                | Sony Chan, Camille Chen, Jean-Louis Rocca, Emmanuel Dubois de Prisque                                     |
| 81   | « Crise des Urgences : qui est responsable ? »                                  | Frédéric Bizard, André Grimaldi, Candice Lafarge, François Krabansky                                      |
| 82   | « La PMA pour toutes en débat »                                                 | Daniel Borrillo, Dominique Folscheid, Marie-Jo Bonnet, Carine Delahaie                                    |

#### Saison 2 (2019-2020)
| Rang | Sujets                                                                                       | Invités                                                                                    |
| ---- | -------------------------------------------------------------------------------------------- | ------------------------------------------------------------------------------------------ |
| 83   | « Pour ou contre la réforme des retraites ? »                                                | Gérard Filoche, Virginie Pradel                                                            |
| 84   | « Faut-il avoir peur de l'intelligence artificielle ? »                                      | Gaspard Koenig, Eric Sadin                                                                 |
| 85   | « 20 ans de guerre à prévoir au Sahel »                                                      | Marc-Antoine Pérouse de Montclos, Théophile Kouamouo, Laurent Larcher, Dominique Trinquand |
| 86   | « Le Brexit rend-il fou les Britanniques ? »                                                 | Édouard Husson, Pierre Lévy, Yves Gernigon, Arthur Colin                                   |
| 87   | « La justice est-elle instrumentalisée ? »                                                   | Raphaël Kempf, Philippe Bilger                                                             |
| 88   | « Rouen, Notre-Dame, nucléaire : Faut-il faire confiance aux autorités ? »                   | Lucile Schmid, Thomas Arciszewski, Marc Laimé, François-Marie Bréon                        |
| 89   | « Faut-il rendre les œuvres d'art à l'Afrique ? »                                            | Didier Rykner, Emmanuel Pierrat, Louis-Georges Tin, Saskia Cousin                          |
| 90   | « Immigration : imiter l'adversaire, est-ce une bonne stratégie ? »                          | Stéphane Rozès, Jérôme Sainte-Marie, Ugo Palheta, Jacques de Guillebon                     |
| 91   | « L'intelligence »                                                                           | Idriss Aberkane, Françoise Bonardel                                                        |
| 92   | « Qu'est-ce qui divise les antiracistes ? »                                                  | Rokhaya Diallo, Henri Peña-Ruiz                                                            |
| 93   | « Les Kurdes et la Syrie : Et maintenant ? »                                                 | Renaud Girard, Myriam Benraad, Régis Le Sommier, Taline Ter Minassian                      |
| 94   | « Quelle est la fonction de l'art contemporain ? »                                           | Aude de Kerros, Yves Michaud, Guillaume Maraud, Isabelle Alfonsi                           |
| 95   | « L'économie du don : une alternative possible ? »                                           | Alain Caillé, Olivier Babeau                                                               |
| 96   | « Vers une "giletjaunisation" du monde ? »                                                   | Alexandre Devecchio, Ludivine Bantigny, François Boulo, François Facchini                  |
| 97   | « Le progrès est-il dangereux ? »                                                            | Catherine Bréchignac, Arnaud Benedetti                                                     |
| 98   | « Ma cité va craquer ? »                                                                     | Xavier Lemoine, Julien Talpin, Antoine Menusier, Fatima Ouassak                            |
| 99   | « FDJ, ADP, pour ou contre la vente des "bijoux de famille" ? »                              | Daniel Schneidermann, Tatiana Ventôse, Éric Verhaeghe, Serge Blondel                       |
| 100  | « Bolivie, Brésil, Chili... Que se passe-t-il en Amérique Latine ? »                         | Sylvain Pablo Rotelli, Pascal Drouhaud, Gabriel Giménez Roche, Jean-Baptiste Thomas        |
| 101  | « La marche contre l'islamophobie »                                                          | Marwan Muhammad, Ivan Rioufol                                                              |
| 102  | « Impôts : qui gagne, qui perd ? »                                                           | Liêm Hoang-Ngoc, Pascal Salin, Virginie Pradel, Franck Dedieu                              |
| 103  | « Le technopouvoir va-t-il nous asservir ? »                                                 | Gilles Babinet, Diana Filippova                                                            |
| 104  | « Quels enjeux pour la journée du 5 décembre ? »                                             | Frédéric Lordon                                                                            |
| 105  | « Polanski, Adèle Haenel, Ligue du L.O.L., etc. : Le tribunal médiatique est-il justifié ? » | Olivia Dufour, Isabelle Germain, Caroline Mécary, Florence Rault                           |
| 106  | « C'est reparti comme en 95 ? »                                                              | Dominique de Montvalon, Éric Verhaeghe, Axel Persson, Alexandre Langlois                   |
| 107  | « Le secret défense en question »                                                            | Alain Juillet, Juan Branco                                                                 |
| 108  | « La Russie, l'Ukraine et l'Europe »                                                         | Jean Radvanyi, Jean-Robert Raviot                                                          |
| 109  | « La lutte des classes est-elle de retour ? »                                                | Jérôme Sainte-Marie, André Senik                                                           |
| 110  | « Que retiendra-t-on des années 2010-2019 ? »                                                | Xavier Gorce, Pacôme Thiellement, Bérengère Viennot, David Chabant                         |
| 111  | « Que retiendra-t-on des années 2010-2019 ? »                                                | Xavier Gorce, Pacôme Thiellement, Bérengère Viennot, David Chabant                         |
| 112  | « USA-Iran : La guerre est-elle déclarée ? »                                                 | Stéphane Rials, Mahnaz Shirali, Georges Malbrunot, Gil Mihaely                             |
| 113  | « Crise de la virilité ? »                                                                   | Raphaël Liogier, Julien Rochedy                                                            |
| 114  | « Face à l'urgence climatique, que faire ? »                                                 | Bernard Stiegler                                                                           |
| 115  | « Faut-il une loi contre la haine sur Internet ? »                                           | Marc Rees, Benjamin Bayart, Philippe Coen, Philippe Latombe                                |
| 116  | « Surveillance de masse : un progrès pour notre démocratie ? »                               | Bruno Pomart, Thibault de Montbrial, Fabrice Epelboin, Asma Mhalla                         |
| 117  | « Les luttes des classes en France »                                                         | Emmanuel Todd                                                                              |
| 118  | « Les nouvelles frontières »                                                                 | Jean-Luc Mélenchon                                                                         |
| 119  | « Trump, le capitalisme et le communisme »                                                   | Alain Badiou                                                                               |
| 120  | « Alstom, Airbus et la guerre économique »                                                   | Frédéric Pierucci, Ali Laïdi                                                               |
| 121  | « Quelles valeurs pour la droite ? »                                                         | Charles Consigny, Geoffroy Lejeune                                                         |
| 122  | « Par quoi l'université est-elle menacée ? »                                                 | Philippe Blanchet, Jean-Baptiste Noé, Jean Bricmont, Nacira Guénif-Souilamas               |
| 123  | « La démocratie, le populisme et le libéralisme avec Jacques Rancière »                      | Jacques Rancière                                                                           |
| 124  | « Des inégalités mondiales si importantes que cela ? »                                       | Laurent Pahpy, Frédéric Farah, Olivier Berruyer, Pascal Salin                              |
| 125  | « Quid de l'Affaire Griveaux ? »                                                             | David Desgouilles, Ludovic Delaherche, Didier Maïsto, Caroline Mécary                      |
| 126  | « Jean-François Kahn : L'erreur en politique ? »                                             | Jean-François Kahn                                                                         |
| 127  | « Que fait la police ? »                                                                     | Noam Anouar, Jean-Pierre Colombies, Nicolas Pucheu, Lionel Tourtier                        |
| 128  | « Coronavirus: Une épidémie moderne ? »                                                      | Elise Klement-Frutos, Antoinette Rychner, Franck Dedieu, Thierry Meyer                     |
| 129  | « Alain Deneault : "De quoi fait-on l'économie ?" »                                          | Alain Deneault                                                                             |
| 130  | « Pour ou contre le nucléaire ? »                                                            | Pierre Gilbert, Maxence Cordiez, Charlotte Mijeon, Tristan Kamin                           |
| 131  | « Elections municipales : Les solutions sont-elles locales ? »                               | Aurélien Bernier, Jean Dumonteil                                                           |
| 132  | « Egdar Morin : "Les souvenirs viennent à ma rencontre" »                                    | Edgar Morin                                                                                |

### Émission culturelle

#### Saison 1 (2018-2019)
| Rang | Sujets        | Invités                                                                                      |
| ---- | ------------- | -------------------------------------------------------------------------------------------- |
| 1    | Divers sujets | Jérôme Pierrat, Guillaume Perret, Ernest Pignon-Ernest, Jean-François Braunstein             |
| 2    | Divers sujets | GiedRé, Michel-Édouard Leclerc, Olivier Rey, Loulou Robert                                   |
| 3    | Divers sujets | Bénédicte Martin, Jean-Marc Barr, Bernard-Pierre Molin, Claude Lévêque                       |
| 4    | Divers sujets | Céline Tran, Benoît Duteurtre, Yves-Marie Bercé, Brisa Roché                                 |
| 5    | Divers sujets | Mathilda May, Sylvie Depondt, Anne-Cécile Robert, Gilles Paris                               |
| 6    | Divers sujets | Gautier Battistella, Alexandre Romanès, Néjib, Yves Cusset                                   |
| 7    | Divers sujets | Alain Badiou, Janine Mossuz-Lavau                                                            |
| 8    | Divers sujets | Frédéric Chaubin, Christophe Donner, Manon Garcia, Eric Trochon                              |
| 9    | Divers sujets | Thibault Cauvin, Henri Lœvenbruck, Lucy Vincent, Marc Fraize                                 |
| 10   | Divers sujets | Anne-Sophie Girard, Marie-Aldine Girard, Silvana Condemi, François Bégaudeau, Macha Makeïeff |
| 11   | Divers sujets | Dani Terreur, Wendy Delorme, Jean-Bernard Hebey, Yves Gastou                                 |
| 12   | Divers sujets | Kamel Dafri, Edgar Sekloka, Ingrid Riocreux, Noëlle Chabert, Frédéric Sojcher                |
| 13   | Divers sujets | Tobie Nathan, Anny Duperey, Mathieu Herzog, Catherine Clément                                |
| 14   | Divers sujets | Pascal Bruckner, Christophe Gatineau, Michel Pastoureau                                      |
| 15   | Divers sujets | Philippe Geluck, Dominique Lanni, Christian Schiaretti, Zoé Valdés                           |
| 16   | Divers sujets | Marcelle Ratafia, Christophe Bier                                                            |
| 17   | Divers sujets | Jann-Marc Rouillan, Laurie Darmon, Bruno Fuligni, Stéphane Correard                          |
| 18   | Divers sujets | Charlotte Abramow, Justin Bonnet, Bertrand Wautlet, François Vey                             |
| 19   | Divers sujets | Ariane Dollfus, Hector Obalk, Nicolas Pagnol, Jean-Louis Vullierme                           |
| 20   | Divers sujets | Marcela Iacub, Philippe Favier, Ludmila Berlinskaïa, Arthur Ancelle, Gilles Vervisch         |
| 21   | Divers sujets | KillASon, Olivier Masmonteil, Antoine Pétrus, Grégor Puppinck                                |